# 貝爾瓦利斯普林斯 (加利福尼亞州)
貝爾瓦利斯普林斯（英語：Bear Valley Springs）是位於美國加利福尼亞州克恩縣的一個人口普查指定地區。

## 地理
貝爾瓦利斯普林斯的座標為35°09′30″N 118°37′42″W / 35.15833°N 118.62833°W，而該地最高點為海拔高度1256米（即4121英尺）。

## 人口
根據2010年美國人口普查的數據，貝爾瓦利斯普林斯的面積為107.62平方千米，當中陸地面積為107.45平方千米，而水域面積為0.17平方千米。當地共有人口5172人，而人口密度為每平方千米48人。